# Crossopriza sengleti
Crossopriza sengleti (лат.) — вид пауков-сенокосцев рода Crossopriza (Smeringopinae, Pholcidae). Распространён в Иране (Фарс, Seridjan). Название вида дано в честь швейцарского арахнолога Антуана Сенглета (Antoine Senglet, 1927-2015), который собрал большую часть типовых образцов.

## Описание
Мелкие пауки-сенокосцы, длина тела 4,0 мм, ширина карапакса 1,6 мм, длина ног до 4 см. Карапакс охристо-жёлтый; стернум латерально охристо-желтый, медиально светло-коричневый; ноги охристо-жёлтые, без тёмных колец, с чёткими чёрными линиями на бёдрах и (несколько) на голенях; брюшко бледно-серое, со многими внутренними беловатыми пятнами и несколькими нечёткими маленькими темными пятнами сзади; вентрально без темной срединной полосы.
Биология не исследована.

## Систематика
Вид был впервые описан в 2022 году в ходе исследования разнообразия пауков Центральной Азии, проведённого немецким арахнологом Бернхардом Хубером (Bernhard Huber, Alexander Koenig Research Museum of Zoology, Бонн, Германия). Легко отличить от известных близких видов по измененному мужскому наличнику; также по деталям мужских пальп самцов (отличительные формы вершины прокурсуса и вентрального склерита; дистальный бульбальный склерит с сильной пролатеральной складкой и небольшим вентральным заостренным отростком), по мужским хелицерам самцов (отличительное положение небольшой латеральной пары апофизов) и по эпигинуму (широкий срединный гребень).